# True Talent
«True Talent» es un programa de televisión de la productora sueca Mastiff que se comenzó a emitir en TV3 el 23 de agosto de 2011, y que está dedicado a la búsqueda de nuevos talentos musicales; en efecto, sus participantes compiten con sus habilidades vocales, mientras que su formato tiene muchas similitudes con «The Voice».
La edad de los concursantes puede oscilar entre los 16 y 99 años, mientras que el ganador de la primera temporada fue Dimitri Keiski, quien recibió un millón de coronas suecas como premio. Suecia fue el primer país que emitió este programa de talentos, mientras que a nivel internacional, se produjo El mejor de Chile a través de TVN en agosto del 2012.